# Stephen John Foster
Stephen John Foster (Warrington, 18 settembre 1980) è un ex calciatore inglese, di ruolo difensore.